# Belic (Niquero)
Pour les articles homonymes, voir Belić (homonymie).
Belic est un consejo popular de Cuba, dans la municipalité de Niquero, province de Granma.
C'est le lieu du débarquement du Granma le 2 décembre 1956.

## Situation
Il se trouve à 13 km au sud de Niquero, sur la côte sud-est du golfe de Guacanayabo.

## Divisions administratives
Belic a 8 circonscriptions: 35 de Belíc, 42 de Belíc, 37 Marea de Belíc, 43 de Siete Piezas, 44 El Este, 50 Coloradas, 62 Palma de la Cruz y 54 Cabo Cruz. Six d'entre elles sont en bord de côte.

## Description
Sa surface est de 150 km2 et sa population est de 5 594 habitants.
Il inclut le monument national Portada de la Libertad à Playa Las Coloradas, sur le territoire du parc national Desembarco del Granma (un site naturel inscrit au patrimoine mondial en décembre 1999). Playa Las Coloradas a été déclaré monument national le 10 octobre 1978, et le monument a été inauguré par Raúl Castro le 2 décembre 1981. Ce monument est un hommage, sur le lieu même, le débarquement le 2 décembre 1956 du Granma ramenant à Cuba le Che Guevara, Fidel Castro et leurs compagnons pour commencer la lutte avant la victoire finale deux ans plus tard. S'y trouve, entre autres, une réplique grandeur nature du yacht Granma. Sur la même municipalité de Niquero, à Alegría de Pío (es), se trouve un autre monument honorant les nombreux morts de ce même groupe de combattants surpris et mis en déroute par l'armée dans les premiers jours après le débarquement.

## Économie
L'agriculture y a une part importante, mais c'est aussi un lieu touristique avec quatre restaurants et huit points de restauration rapide, un camping (Las Coloradas), neuf boutiques diverses, deux boulangeries, une pâtisserie, etc.